# Arcové
Arco je jméno starobylého šlechtického rodu původem z obce Arco v severní Itálii.

## Historie
Rod je poprvé doložen v roce 1124 a jako svobodní páni byli uznáni v roce 1186. Po mnoho staletí drželi hrad Arco.
V roce 1413 získali titul říšských hrabat, který jim 4.9. udělil král Zikmund Lucemburský.
V 17. století se členové rodiny přestěhovali z Arca do Bavorska, Mantovy, Salcburku a Slezska.
Rodina stále existuje, její příslušníci žijí především v Bavorsku, ale rodový hrad Arco patří od roku 1982 obci Arco. 